# Il delitto del diavolo
Il delitto del diavolo (Le regine) è un film del 1970 diretto da Tonino Cervi.

## Trama
David, un giovane hippy solitario, viaggia con la sua moto su una strada costiera deserta. Il ragazzo non sembra avere fretta e il suo viaggio continua anche con l'oscurità. A sera inoltrata, il giovane si ferma per portare soccorso a un distinto uomo d'affari la cui Rolls-Royce ha una ruota bucata. L'anziano signore accetta l'aiuto del ragazzo, ma al tempo stesso gli fa la morale per il suo modo di vivere. David non risponde nulla e, mentre lui è intento a cambiare la ruota della Rolls, l'anziano signore pianta un chiodo nello pneumatico della sua moto. Poco dopo, allorché l'uomo d'affari riparte, il ragazzo si accorge del chiodo, ma fortunatamente la camera d'aria non è stata forata. David decide di inseguire la Rolls per chiedere spiegazioni. Raggiunta l'auto, David urla all'uomo di fermarsi, ma quest'ultimo, distratto dal gesticolare del giovane, finisce fuori strada e la sua auto prende in pieno un albero. Dopo l'urto l'anziano uomo sembra morto. Credendosi colpevole dell'incidente stradale, David decide di fuggire e si rifugia in bosco. Passa la notte in una legnaia pertinenza di una casa di campagna. La mattina, si accorge che la casa è abitata da tre bellissime e misteriose ragazze, le quali gli offrono una generosa ospitalità. Nei giorni seguenti, Liv, Bibiana e Samantha seducono a turno il ragazzo e lo spingono a rinnegare tutti i suoi ideali di libertà e indipendenza. Quando hanno ottenuto ciò che vogliono, le tre bellissime donne appariranno a David nel loro reale aspetto: tre vecchie e orribili streghe, e lo assassineranno sadicamente.

## Produzione
Le riprese del film sono state interamente realizzate in un bosco a picco sul lago di Ronciglione in una casetta in legno appositamente costruita per il set, poi demolita alla fine delle riprese. Altre riprese sono avvenute presso la Faggeta del Monte Cimino (Soriano nel Cimino), location utilizzata in molti altri film (tra cui L'armata Brancaleone, Il marchese del Grillo). L'interno del palazzo in cui viene condotto David è quello del Palazzo Chigi-Albani di Soriano nel Cimino, oggi abbandonato ed in rovina.
Nella trama sono presenti due chiari riferimenti biblici: la pesca miracolosa e il frutto proibito.

## Distribuzione
Il film, che in originale sarebbe dovuto uscire con il titolo Dolcemente atroce, venne distribuito nelle sale cinematografiche italiane il 11 dicembre 1970. In Francia uscì al cinema il 26 luglio 1972, distribuito dalla Planfilm (con il titolo "Les sorcières du bord du lac"). È stato distribuito per la prima volta in VHS nel 1986 dalla Magnum 3B.